# Dendroseris
Genre
Dendroseris est un genre de plante à fleurs de la famille des Asteraceae, endémique de l'archipel Juan Fernández (Chili), comportant 11 espèces.
Le genre est maintenant considéré comme un synonyme de Sonchus.

## Liste des espèces
- Dendroseris berteroana (Decne.) Hook. & Arn., Comp. Bot. Mag. 1 : 32 (1835) : Isla Robinson Crusoe
- Dendroseris gigantea Johow, Est. Fl. Islas de Juan Fernandez 69 (1896) : Isla Alejandro Selkirk.
- Dendroseris litoralis Skottsb., Nat. Hist. Juan Fernandez 2 : 204 (1922) : Isla Santa Clara.
- Dendroseris macrantha (Bertero ex Decne.) Skottsb., Nat. Hist. Juan Fernandez  2: 202 (1921) : Isla Robinson Crusoe. Mabberley (2008)[1] signale que cette espèce s’est éteinte en 1980. Toutefois elle est encore présente sur un îlot isolé, le Morro Juanango (Danton & Perrier, 2006)[2]
- Dendroseris macrophylla Don, Philos. Mag. Ann. Chem. 11 : 388 (1832) : Isla Alejandro Selkirk.
- Dendroseris marginata (Bertero ex Decne.) Hook. & Arn., Comp. Bot. Mag. 1 : 32 (1835) : Isla Robinson Crusoe.
- Dendroseris micrantha (Bertero ex Decne.) Hook. & Arn., Comp. Bot. Mag. 1 : 32 (1835) : Isla Robinson Crusoe.
- Dendroseris neriifolia (Decne.) Hook. & Arn., Comp. Bot. Mag. 1 : 32 (1835) : Isla Robinson Crusoe.
- Dendroseris pinnata (Bertero ex Decne.) Hook. & Arn., Comp. Bot. Mag. 1 : 32 (1835) : Isla Robinson Crusoe.
- Dendroseris pruinata (Johow) Skottsb., Nat. Hist. Juan Fernandez 2: 207 (1921) : Isla Robinson Crusoe, Isla Santa Clara.
- Dendroseris regia Skottsb., Nat. Hist. Juan Fernandez 2: 205 (1922) : Isla Alejandro Selkirk.